# Nova Gradiška
Nova Gradiška – miasto w Chorwacji, w żupanii brodzko-posawskiej, siedziba miasta Nova Gradiška. W 2011 roku liczyła 11 821 mieszkańców.
Jest położone w Slawonii, na wysokości 129 m n.p.m., u południowego podnóża Psunja, 54 km na zachód od Slavonskiego Brodu. Przez miasto przebiegają autostrada A3 z Zagrzebia do Lipovaca na granicy z Serbią. Miejscowa gospodarka opiera się na przemyśle drzewnym, metalowym, skórzanym i tekstylnym.
W mieście jest stacja kolejowa Nova Gradiška.
Zostało założone 1 maja 1748 jako Friedrichsdorf. Obecną nazwę uzyskało 2 lata później.